# كورتيس فرازير
كورتيس فرازير هو لاعب هوكي الجليد كندي، ولد في 4 أبريل 1982 في سوري في كندا.

## وصلات خارجية
- كورتيس فرازير على موقع دوري الهوكي الوطني (الإنجليزية)
- كورتيس فرازير على موقع EliteProspects.com (الإنجليزية)
- كورتيس فرازير على موقع Eurohockey.com (الإنجليزية)
- كورتيس فرازير على موقع HockeyDB.com (الإنجليزية)